# 南一夫
南 一夫（みなみ かずお、1968年 - ）は日本のグラフィックデザイナー、装丁家。元バンバンバザールのベーシスト。ホームワークグラフィックスのアートディレクター。

## 概要
現在、CDジャケットのデザインやポスターなどの音楽関係のデザインや文芸書の装丁などを行っている。バンバンバザールのオリジナルメンバーの一人であり、在籍時にはウッドベースを担当していた。脱退後もバンバンバザールと関係が続いており、バンバンバザールのインディーズレーベルであるホームワーク社のデザイン部門であるホームワークグラフィックスのアートディレクターを務めている。

## 主な作品
- 萩原慎一郎「歌集 滑走路」角川書店 2017年 装丁担当